# Двічінароджені
Двічі народжені (або двіджа з санскриту; гінді द्विज) — в традиційній Індії члени трьох найвищих варн, що пройшли (зазвичай в віці 8 — 12 років в домі наставника-гуру) обряд упанаяна, що символізує друге народження, і дає право на вивчення Вед. Жінки, як правило, до обряду упанаяна не допускалися й Веди не вивчали, хоч з цього правила були винятки. Шудри до нього не допускалися без жодних винятків.

## У християнстві
У християнстві — це «двічі народжені», «народження згори» чи «новонароджені» від Господа Бога. Двічі народжені особи — це від біологічної матері з батьком, та від Господа Бога: 1Пет.2:2 (1:3, 23; 2:2, 24), 2Пет.1:4, Ів.1:12-13 (3:2-8), Рим.6:4 (8:14-17; 12:2), 2Кор.5:17, Гал.4:19 (6:15), Еф.2:4-6 (2:10; 4:23-24), Кол.2:12-13 (3:1-3, 9-10), Тит.3:5-7, Флм.10, Як.1:18, 1Ів.2:29 (3:9; 4:7; 5:1, 4, 18-19), Гал.4:29.